# Lapinjärvi
Lapinjärvi  [ˈlɑpinjærvi] (schwedisch: Lappträsk) ist eine Gemeinde im Süden Finnlands mit 2518 Einwohnern (Stand 31. Dezember 2022). Sie liegt in der Landschaft Uusimaa (bis 31. Dezember 2010 in der Landschaft Ostuusimaa) circa 40 Kilometer nordöstlich von Porvoo und 90 Kilometer nordöstlich der Hauptstadt Helsinki. 33 Prozent der Einwohner sind Finnlandschweden, offiziell ist die Gemeinde zweisprachig mit Finnisch als Mehrheits- und Schwedisch als Minderheitssprache.
Lapinjärvi liegt an der Staatsstraße 6 von Pernå ins nordfinnische Kajaani. Die Gemeinde ist recht stark ländlich geprägt, daneben beschäftigt die Lebensmittel- und Holzindustrie Arbeitskräfte. Die größten in Lapinjärvi ansässigen Betriebe sind eine Meierei und ein Schnittholzproduzent. Daneben befindet sich in der Gemeinde ein Schulungszentrum, in dem sämtliche Zivildienstleistende Finnlands ausgebildet werden.
Das größte Siedlungszentrum der Gemeinde ist das Kirchdorf von Lapinjärvi (finnisch Kirkkokylä, schwedisch Kappelby) mit 781 Einwohnern (31. Dezember 2005). Dort stehen zwei Holzkirchen, die schwedische und die finnische Kirche, nebeneinander. Beide brannten 1742 durch einen Blitzeinschlag ab und wurden zwei Jahre später wiederaufgebaut. Außer dem Kirchdorf gehören zur Gemeinde Lapinjärvi die Dörfer Porlammi (Porlom, 575 Einwohner), Pukaro (Pockar, 313 Einwohner), Heikinkylä (Hindersby, 257 Einwohner), Lindkoski (223 Einwohner), Ingermaninkylä (Ingermansby, 206 Einwohner), Kimonkylä (Kimoböle, 160 Einwohner), Vasarankylä (Norrby, 144 Einwohner), Rutumi (Rudom, 73 Einwohner), Pekinkylä (Bäckby, 72 Einwohner), Lapinkylä (Labby, 57 Einwohner) und Harsböle (49 Einwohner).
In Lapinjärvi wurde im Jahr 1992 der größte Teil der finnisch-deutsch-polnisch-schweizerischen Kinder- und Jugendserie Ein Rucksack voller Abenteuer gedreht.

## Söhne und Töchter der Gemeinde
- Mikko Innanen (* 1978), Jazzmusiker